# Jugoslavenski dragovoljci u Španjolskom građanskom ratu
Jugoslaveni koji su se borili kao dragovoljci u Španjolskom građanskom ratu na strani Španjolske Republike nazvani su „španjolski borci“ ili „jugoslavenski španjolci“.
Beogradsko »Udruženje španskih boraca« raspolaže podacima da je u Internacionalnim brigadama i drugim postrojbama Španjolske republikanske armije bilo 1775 dragovoljaca iz Jugoslavije, od kojih je u Španjolskoj poginulo njih 595 a kasnije u Drugom svjetskom ratu 116. Među španjolskim dobrovoljcima je bilo veterana radničkog pokreta, vodećih revolucionara i članova najužeg rukovodstva KPJ (pet članova CK, sedam članova iz aparata Kominterne i troje bivših poslanika), kao Blagoje Parović, Vladimir Ćopić, Roman Filipčev, Božidar Maslarić, Marko Orešković, Karlo Mrazović, Dragotin Gustinčič, Veljko Kovačević, Julio Varesko i drugi.
Na nacionalnu pripadnost nije se obraćala veća pažnja, ali postojeći podaci govore o najvećem broju ljudi iz Hrvatske (48%), zatim Slovenije (23%), Srbije (18%), Crne Gore (3,2%) i Makedonije (1,5%). Na spiskovima boraca se nalaze i njemačka i židovska imena. Jednako nepotpuni podaci kažu da su po političkoj pripadnosti bili komunisti (561), socijaldemokrati (10 %), članovi Hrvatske seljačke stranke (8 %), anarhisti (4 %) a izvan stranaka gotovo trećina ukupnog broja (457).
Ratovali su u Carabañi, kod Brunette, Zaragoze, u Aragonu, Teruelu, Marbelli, San Mateu, na barikadama Madrida i mnogim drugim bojišnicama. Bilo je 545 poginulih od 1664 dobrovoljaca, što znači, da je bio gubitak među državljanima Jugoslavije 32%.
Rat u Španjolskoj trajao je tijekom Staljinovih čistki koje su zahvatile i vrh KPJ. Tijekom staljinističke čistke u KPJ, neki jugoslavenski komunisti, dragovoljci u Internacionalnim brigadama, su optuženi za "trockizam". Nakon Španjolskog građanskog rata, na Istoku, u Sovjetskom Savezu, mnogi španjolski borci su strijeljani u čistkama; na Zapadu, sumnjičilo ih se za komunističku subverziju.
U Drugom svjetskom ratu, španjolski borci su bili na najistaknutijim vojnim položajima u NOVJ. Posebno Koča Popović i Peko Dapčević, zapovjednici elitne Prve i Druge proleterske divizije. 1945. godine su sva četvorica zapovjednika armija nove Jugoslavenske armije bili španjolski borci. 60 španskih boraca je proglašeno narodnim herojima Jugoslavije.

## Slanje dragovoljaca u Španjolsku
KPJ bila je glavni i praktički jedini organizator u Kraljevini Jugoslaviji u pružanju pomoći republikanskoj Španjolskoj u borbi protiv pobunjenika i fašizma. Antifašistički dragovoljci su u Španjolsku odlazili isključivo ilegalno u čemu su nerijetko bili spriječeni. Jugoslavenska vlada je pod svaku cijenu nastojala onemogućiti odlazak njezinih državljana u rat u Španjolsku. Pored velikih uspjeha KPJ u organiziranju pomoći i odlaska dragovoljaca, bilo je i neuspješnih akcija.
Prilikom jedne takve akcije, u najvećoj tajnosti iznajmljen je u Marseilleu brod „Korzika“ za prijevoz dragovoljaca. Veljače 1937. godine sa Korzike su brodom "La Corse" krenuli Adolf Muk i Anton Franović da pokupe dragovoljce iz Jugoslavije. Za ovaj plan znao je samo Politbiro KPJ. Međutim, beogradska policija je sve doznala. Jednog od članova CK Živojina Pavlovića, o tome je upozorio prijatelj iz Beograda, i on je iznio saznanje na sjednici, ali ga je jedan od članova optužio da je „paničar“ i da bez obzira na sve to treba produžiti ovu akciju ("To nije bio ni Gorkić, ni Muk, već jedan od onih koji danas optužuje Gorkića kao jedinog krivca"). Akciju su, pored, Muka i Franovića, vodili Milan Gorkić i Braina Rudin-Fos. Lađa je ipak krenula.
1. ožujka 1937. godine dalmatinski dragovoljci trebali su isploviti brodom iz okolice Splita. Isplovljavanje je prvo odloženo zbog lošeg vremena, a zatim su ih otkrili žandari i uhitili ih sve. Prema policijskom izvještaju, 8. travnja je na Braču uhićeno 145 španjolskih dragovoljaca. Nakon što su dragovoljci zatvoreni u Splitu, ljudi su im na razne načine slali hranu, a žene su demonstrirale ispred carinarnice. Svi su nakon nekoliko tjedana bili pušteni na slobodu.
Pošto se 2. ožujka u splitskoj luci u dogovoreno vrijeme nitko nije pojavio, brod je produžio da pokupi dragovoljce u Crnoj Gori, gdje je bio provaljen. Na brod se u Kotoru trebalo ukrcati 400 dragovoljaca i prevesti ih u Barcelonu.
Ova afera je završena uhićenjem člana Politbiroa Adolfa Muka i stotine dragovoljaca. Kominternu je propala akcija koštala preko 500.000 francuskih franaka. U vezi s ovim traženo je od Pavlovića pismeno izjašnjenje da je upozorio Generalnog sekretara Milana Gorkića, ali on je odbio svaliti svu krivnju na njega.

## Sudjelovanje u borbama
Prvo borbeno krštenje interbrigadisti su proživjeli u studenome 1936. godine, u obrani Madrida. U sastavu XI. brigade, koja je bila upućena na ovu bojišnicu, bila je mađarsko-jugoslavenska četa.

## Unutarstranački sukobi i čistke u Španjolskoj
Nakon uhićenja Generalnog sekretara Milana Gorkića u Moskvi srpnja 1937. godine, među jugoslavenskim dragovoljcima trajala je oštra frakcijska borba između pristaša uhićenog generalnog sekretara i njegovih protivnika. Ulje na vatru dolila je specijalna komisija koja je došla iz Moskve na čelu s Rodoljubom Čolakovićem, koja je počela čistku KPJ od "gorkićevaca".
Sredinom 1937. ili 1938. godine, u jeku španjolskog građanskog rata i Staljinove Velike čistke u KPJ, održana je konferencija KPJ u Barceloni. Na skupu su se jugoslavenski komunisti, dragovoljci u Španjolskoj, navodno suprotstavili Brozovom preuzimanju KPJ. Oni su izglasali podršku crnogorskom revolucionaru Petku Miletiću, glavnom Titovom rivalu, koji se u to vrijeme nalazio u zatvoru. Sudionici konferencije su optuženi za "trockizam".
Vladimir Ćopić i Blagoje Parović su bili dvije najistaknutije figure među jugoslavenskim interbrigadistima u Španjolskoj. Blagoje Parović, član Politbiroa CK KPJ i politički komesar 13. internacionalne brigade, poginuo je 1937. pod nerazjašnjenim okolnostima u Španjolskoj. Nakon toga, 1939. je u Moskvi strijeljan Vladimir Ćopić, član Politbiroa CK KPJ, potpukovnik Španjolske republikanske armije i zapovjednik Petnaeste internacionalne brigade.

## Djelatnost NKVD-a u Španjolskoj
Zajedno sa vojnom pomoći Španjolskoj, Staljin je slao kadrove tajne policije NKVD, preko kojih je uspostavljao kontrolu nad Internacionalnim brigadama. Infiltracija doušnika je bila efektivna od samog formiranja brigade, u cilju otkrivanja neposlušnih elemenata. Prisutnost agenata NKVD-a značila je prenošenje Staljinove čistke iz SSSR-a u Španjolsku. Sovjetski agenti su aktivno djelovali u Barceloni 1937. godine. Posebno mračnu ulogu su imali likvidatori, zaduženi za uklanjanje političkih protivnika. Prema pisanju Lazara Udovičkog, poručnik Sovjetske armije Nikolaj Pastuhov mu je u Španjolskoj predložio da likvidiraju čehoslovačkog interbrigadistu Karela Fukana, proglašenog trockistom, sljedećim riječima: "Ajde da mu namestimo da pogine!? Sa neprijatejem treba neprijateljski!", što je Udovički odbio.
Generalno se smatra da Josip Broz Tito nije bio u Španjolskoj, ali neki navode da je bio. Fred Copeman, zapovjednik Britanskog bataljuna, u knjizi sjećanja piše da je Tito, pod lažnim imenom Šapajev, u Španjolskoj bio jedan od zapovjednika balkanskog bataljuna »Dimitrov«.
Novinar Pero Simić, poznat po teorijama zavjere o Titu, smatra da je on u Španjolskoj rukovodio NKVD-om. Tito je navodno išao na "inspekcijska putovanja" u Španjolsku i bio „šef štaba za likvidacije", koji su još činili talijanski komunist Vittorio Vidali i Jugoslaveni Ivan Krajačić, Ivan Srebrenjak i Vlajko Begović. Simić se poziva i na izvjau Titovog suradnika Lea Matesa Dedijeru iz 1983. godine, da je Tito „činio prljave usluge u Španjolskoj", precizirajući "Tito je tamo čistio ljude."

## Raspuštanje Internacionalnih brigada i sudbina dragovoljaca
Krajem 1938. godine vlada španjolske republike je donijela odluku o raspuštanju Internacionalnih brigada, nakon sporazuma da ni Njemačka ni Italija više neće slati svoje trupe. Međutim, Njemačka je nastavila slati pomoć generalu Francu, i uslijedio je brz poraz Republike.
Nakon raspuštanja Internacionalnih brigada, mnogi Jugoslaveni su prešli u Francusku, gdje su bili zatvoreni u logore, uglavnom u logor Gurs. U francuskim logorima su bili zatočeni od kraja 1938. do njemačkog napada na Francusku u svibnju 1940. godine. Jugoslavenske vlade su uporno odbijale izdavati dozvole za povratak španjolskih dragovoljaca.
Kad je Francuska 22. lipnja 1940. kapitulirala, postojala je velika opasnost da bivše španjolske borce nacističke snage pobiju ili odvedu u logore u Njemačku. Komiteti KPJ u logorima odmah donose odluku o brzom organiziranju punktova za prebacivanje interniraca za Jugoslaviju. Neki su uspjeli preko Njemačke pobjeći u Jugoslaviju, a neki su zatvoreni u logore.
Od 250 jugoslavenskih dragovoljaca koji su se uspjeli ilegalno prebaciti iz Francuske u Jugoslaviju, 130 ih je poginulo u bitkama tijekom Drugog svjetskog rata (1941–1945). Tijekom završnih operacija za oslobođenje Jugoslavije, sve četiri armije JA predvodili su španjolski borci (Koča Popović, Peko Dapčević, Kosta Nađ, Petar Drapšin). Kod naroda i boraca su „Španjolci“ predstavljali uzvišeni pojam osobne hrabrosti i odanosti borbi protiv fašizma.

## Poznati španjolski borci

### Španjolski borci poginuli u Španjolskoj
- Gojko Bjedov
- Mijat Mašković
- Blagoje Parović
- Božidar Petrović
- Franjo Puškarić
- Ivan Turk
- Đoko Kovačević
- Julio Varesko

### Španjolski borci ubijeni u Staljinovim čistkama
- Hans Jože Bogner (Elpatjev; 1901.-1938.)
- Vladimir Ćopić (1891.-1939.)
- Janko Jovanović (1901.-1939.)
- Jovan Mališić (1902.—1939.)
- dr Imre Beer (Gojko Gorijan; 1905.-1942.)
- Stjepan Cvijić (1905.—1938.) (nije bio borac već je samo kraće boravio)

### Španjolski borci ubijeni u logorima
- Simo Čučković (Dachau)
- Anton Ilić (Dachau)
- Albert Kragolnik (Dachau)
- Veselin Danilović (Mathausen)
- Rajko Devernja (Mathausen)
- Martin Gostičar (Mathausen)
- Stane Iločevar (Mathausen)
- Mato Marunica (Mathausen)
- Ivan Sabljak (Mathausen)
- Franc Potočnik (Mathausen)
- Franjo Zic (Mathausen)
- Vlaho Maslac (Francuska)
- Diego Rokov (1883.-1943.; Francuska)

### Španjolski borci poginuli u pokretima otpora
- Stefan Čuci (Francuska)
- Roman Filipčev (u obrani Moskve 1941.)
- Miloš Gligorović (Poljska 1943.)
- Svetozar Jovanović (1941. SSSR, Kijev)
- Dimitrije Koturović (Francuska 1944.)

### Španjolski borci poginuli u redovima Narodnooslobodilačkog pokreta
Spisak sudionika Španjolskog građanskog rata poginulih u redovima Narodnooslobodilačkog pokreta Jugoslavije 1941.-1945. godine:
- August Cesarec (1893.-1941., Kerestinec)
- Ćiro Brezovec (1905.-1941., Kerestinec)
- Salomon Albahari (1915.-1942.)
- Timor Aldanov (1913.-1941.)
- Isak Altarac (1910.-1941.)
- Spas Bandžov (1901.-1943.)
- Jakov Baruh (1914.-1941.)
- Stanko Batur (1913.-1942.)
- Alfred Bergman (1901.-1942.)
- Božo Bilić (1913.-1942.), narodni heroj
- Ivan Birčić (1909.-1944.)
- Milan Blagojević (1905.-1941.), narodni heroj
- Jože Breskvar (1913.-1943.)
- Stjepan Brnčić (1897.-1945.)
- Divko Budak (1897.-1941.), narodni heroj
- Mate Bužić (1909.-1943.)
- Mile Butorac (1910.-1941.)
- Nikola Car (1910.-1942.), narodni heroj
- Vjećeslav Cvetko (1917.-1941.), narodni heroj
- Miljenko Cvitković (1914.-1943.), narodni heroj
- Vlado Ćetković (1911.-1944.), narodni heroj
- Vukašin Ćuk (1913.-1941.)
- Božidar Dakić (1909.-1941.), narodni heroj
- Nada Dimitrijević-Nešković (1907.-1941.)
- Robert Domany (1918.-1942.), narodni heroj
- Franc Drobnić (1916.-1941.)
- Stipe Đerek (1912.-1942.), narodni heroj
- Ilija Engel (1912.-1944.), narodni heroj
- Ahmet Fetahagić (1914.-1944.), narodni heroj
- Marko Franić (1907.-1944.)
- Stevo Gavranović (1890.-1942.)
- Franjo Gigrovski (1917.-1941.)
- Frančesko Giorgeti (1905.-1942.)
- Andrija Grgurić (1904.-1942.)
- Jože Gregorčič (1903.-1942.), narodni heroj
- Matija Gržina (1913.-1944.)
- Marija Habulin (1912.-1941.)
- Franc Hvalič (1908.-1945.)
- Jovan Ivanišević (1917.-1941.)
- Viktor Jazbinšek (1903.-1941.)
- Ivan Jakšić Milan (1911.-1942.)
- Fadil Jahić (1910.-1942.), narodni heroj
- Jugo Joakim (1915.-1944.)
- Žikica Jovanović Španac (1914.-1942.), narodni heroj
- Bogdan Jugović (1912.-1944.)
- Milan Jurjević (1907.-1944.)
- Ante Jurlina (1910.-1941.)
- Ivan Jurca (1914.-1942.)
- Juraj Kalc (1908.-1942.), narodni heroj
- Svetislav Kanački (1911.-1943.)
- Drago Kobal (1911.-1944.)
- Mirko Kovačević (1916.-1941.), narodni heroj
- Viktor Koleža (1884.-1945.)
- Franc Koprivšek (1913.-1941.)
- Marjan Krajačić (1905.-1942.; logor Jasenovac)
- Jure Krezo (1910.-1943.)
- Slavko Krkljuš (1913.-1941.)
- Branko Krsmanović (1915.-1941.), narodni heroj
- Đuro Kužet (1911.-1944.)
- Šime Lalić (1905.-1945.)
- Ivan Lebl (1912.-1941.)
- Ivan Lenac (1906.-1945.), narodni heroj
- Eugen Lesel (1906.-1942.)
- Dragiša Luković (1913.-1943.)
- Branko Ljubinković (1912.-1942.)
- Vladimir Majder (1911.-1943.)
- Stjepan Majcen (1910.-1944.)
- Jakob Makuč (1899.-1944.)
- Vjekoslav Mauko (1919.-1943.)
- Stjepan Milašinčić (1910.-1941.)
- Ferdo Milić (1915.-1944.)
- Anton Mioč (1911.-1944.)
- Todor Mišić (1906.-1942.)
- Drago Mlakar (1917.-1942.)
- Ilija Mikiličanin (1909.-1941.)
- Danko Mitrov (1919.-1942.),narodni heroj
- Tasa Mihajlović (1908.-1943.)
- Božo Mravljak (1917.-1942.)
- Josip Mrkonjić (1911.-1943.)
- ing. Božidar Obradović (1911.-1942.; logor Banjica)
- Franjo Ogulinac (1904.-1942.), narodni heroj

- Marko Orešković (1896.-1941.), narodni heroj
- Ratko Pavlović (1913.-1943.), narodni heroj
- Menahem Papo (1915.-1943.)
- Mate Perkušić (1912.-1941.)
- Miha Pintar (1913.-1942.), narodni heroj
- Vladeta Popović Pinecki (1911.-1941.)
- Vojin Popović (1911-1942)
- Kornelija Sende-Popović (1914.-1941.)
- Svetozar Popović (1901.-1944.)
- Viktor Pregelj (1903.-1942.)
- Milutin Radaković (1915.-1941.), narodni heroj
- Branislav Radojević (1905.-1941.)
- Franc Rijavec (1908.-1941.)
- Stjepan Rogina (1915.-1942.)
- Franc Rozman (1911.-1944.), narodni heroj
- Venerio Roseto (1910.-1944.)
- Alojz Sotlar (1909.-1943.)
- Franc Sterle (1910.-1945.)
- Ivan Stilinović (1910.-1945.)
- Petar Stić (1901.-1943.)
- Aleksandar Stojanović (1913.-1942.)
- Miroslav Stokić (1905.-1942.)
- Franc Strmole (1908.-1943.)
- Ante Šarić (1913.-1943.), narodni heroj
- Drago Štajnberger  (1916.-1942.), narodni heroj
- Sigismund Štetler (1914.-1942.)
- Matija Tomac (1905.-1942.)
- Ljubomir Tomšić (1896.-1942.)
- Boris Trajkovski (1913.-1944.)
- Janez Tužek (1904.-1941.)
- Matija Udvanc (1912.-1942.)
- Braco Vajs (1914.-1941.)
- Vera Vejvoda (1915.-1941.)
- Mate Vidaković (1907.-1942.)
- Maks Vidmar (1906.-1945.)
- Đuro Vujović (1901.-1943.), narodni heroj
- Petar Vuksan (1905.-1941.), narodni heroj
- Alojz Vresk (1907.-1943.)
- Henrik Znidarčić (1907.-1941.)
- Tomo Zdelar (1896.-1942.)
- Ilija Zeman (1896.-1942.)
- Ante Žarić (1914.-1941.)
- Ljubomir Živković (1918.-1942.), narodni heroj
- Edo Žirola (1910.-1943.)
- Tone Žnidarić (1913.-1944.)

Kao španjolski borci optuženi za "trockizam" u partizanima i likvidirani po Titovom naređenju navode se Žikica Jovanović Španac, Ivan Antonov, Ratko Pavlović i Marko Orešković.

### Poznati preživjeli španjolski borci
- Koča Popović
- Peko Dapčević
- Petar Drapšin
- Kosta Nađ
- Ivo Vejvoda
- Veljko Vlahović
- Ivan Gošnjak
- Pavle Gregorić
- Čedo Kapor
- Ivan Krajačić
- Danilo Lekić
- Lazar Latinović
- Rodoljub Čolaković
- Lazar Udovički
- Gojko Nikoliš
- Josip Križaj
- Grga Jankes

## Nasljeđe
Udruženje španjolskih boraca i prijatelja (šp. Asociación de brigadistas yugoslavos y amigos) iz Beograda je organizacija koja okuplja potomke i štovatelje sudionika Španjolskog građanskog rata, od 1936. do 1939. godine.
Godine 1986. Zbor Radio Televizije Beograd izdao je dvostruki album Španija Moje Mladosti - Pesme Internacionalnih Brigada 1936-1939, koji sadrži 26 pjesama nastalih u Španjolskoj, mahom kao prerade već poznatih pučkih napjeva iz Španjolske ili revolucionarnih pjesama drugih zemalja.
Vlada Špnjolske je na šezdesetogodišnjicu građanskog rata dodijelila španjolsko državljanstvo svim živim borcima Internacionalnih brigada.

## Unutarnje poveznice
- Španjolski građanski rat
- Internacionalne brigade

## Vanjske veze
- Krv i život za slobodu - slike iz života i borbe studenata iz Jugoslavije u Španiji
- Lazar Udovički, Zapisi iz Španije
- Blanka Matković, Svjedočanstva o Dalmatincima u Španjolskom građanskom ratu
- Ivan Očak, Jugoslavenski sudionici Oktobarske revolucije u borbi proiv fašizma (1936-1939)
- Preispitivanje prošlosti i istorijski revizionizam, (Zlo)upotrebe istorije Španskog građanskog rata i Drugog svetskog rata na prostoru Jugoslavije  Arhivirana inačica izvorne stranice od 7. rujna 2014. (Wayback Machine)